# Gare de Matiko
Matiko est une gare d'EuskoTren située dans le quartier de Matiko-Ciudad Jardín à Bilbao (Biscaye), correspondant à la Ligne 4, la ligne du Txorierri.
Le 8 avril 2017, à l'entrée en fonctionnement de la Ligne 3 du métro de Bilbao, la gare devient le terminus de cette ligne. La branche ferroviaire entre Matiko et l'Aéroport de Bilbao, qui est en cours de construction, prolongera la Ligne 3 jusqu'à l'aéroport de Bilbao. De plus, il est prévu que le nouveau tracé de la Ligne 4 passe par Matiko, en faisant ainsi un arrêt de correspondance entre plusieurs lignes.
La gare a subi une transformation avec un nouveau bâtiment et l'enfouissement de ses voies passant par le quartier homonyme.

## Accès
- L'accès à la gare se fait depuis la rue Tiboli. Un ascenseur se situant en bas de la rue Tiboli permet d'accéder à la plateforme du funiculaire d'Archanda.

## Les autres stations de la commune
| Ligne        | Destination / Provenance | Stations desservies dans la commune | Stations desservies dans la commune | Stations desservies dans la commune | Stations desservies dans la commune | Stations desservies dans la commune | Stations desservies dans la commune | Stations desservies dans la commune | Stations desservies dans la commune | Stations desservies dans la commune | Stations desservies dans la commune | Stations desservies dans la commune | Destination / Provenance |
| ------------ | ------------------------ | ----------------------------------- | ----------------------------------- | ----------------------------------- | ----------------------------------- | ----------------------------------- | ----------------------------------- | ----------------------------------- | ----------------------------------- | ----------------------------------- | ----------------------------------- | ----------------------------------- | ------------------------ |
| L1           | Plentzia                 | San Inazio                          | Sarriko                             | Deusto                              | San Mamés                           | Indautxu                            | Moyua                               | Abando                              | Casco Viejo                         | Santutxu                            | Basarrate                           | Bolueta                             | Etxebarri                |
| L2           | Santurtzi                | San Inazio                          | Sarriko                             | Deusto                              | San Mamés                           | Indautxu                            | Moyua                               | Abando                              | Casco Viejo                         | Santutxu                            | Basarrate                           | Bolueta                             | Basauri                  |
| L3           | Terminus                 | Matiko                              | Uribarri                            | Uribarri                            | Casco Viejo                         | Casco Viejo                         | Zurbaranbarri                       | Zurbaranbarri                       | Txurdinaga                          | Txurdinaga                          | Otxarkoaga                          | Otxarkoaga                          | Kukullagako              |
| L4 à l'étude | Terminus                 | Matiko                              | Unibertsitatea                      | Unibertsitatea                      | Plaza Euskadi                       | Plaza Euskadi                       | Moyua                               | Zabalburu                           | Zabalburu                           | Irala                               | Irala                               | Rekalde                             | Terminus                 |